# 崔智辩
崔智辩（？—？），一作智辨、知辩，祖籍博陵郡安平县（今河北省衡水市安平县）人，出自博陵崔氏的博陵第三房，唐朝官员。

## 生平
崔智辩原为低级将领，在裴行俭出任吏部尚书时受到引荐，之后成为名将。麟德二年（665年）春闰三月，疏勒、弓月引领吐蕃进攻于阗，唐高宗李治敕令西州都督崔智辩和左武卫将军曹继叔率领军队前往救援，崔智辩以西域道行军总管的身份调集部队，征发了府兵、兵募在内的西州地区兵员，此次军事活动一直持续到麟德二年八月十五日（665年9月29日）之后，乾封元年（666年）四月底之前，部队已经返回，行军回城为□职城——胡乍城——据史德城（今图木舒克市托库孜萨来遗址）——河头——拨换城（今阿克苏）——安西，荣新江和陈国灿认为此次出兵很可能达到了战略意图。上元元年（674年），崔智辩率领部队在青海道击败吐蕃。永淳二年五月乙巳（683年6月18日），后突厥可汗阿史那骨笃禄率领突厥军队进攻蔚州，杀死刺史李思俭，丰州都督崔智辩率领军队从朝那山北侧出兵袭击突厥军队，反被杀死，一说被突厥俘虏。